# Bloodred Hourglass
Bloodred Hourglass parfois simplement BRHG) est un groupe finlandais de groove metal, originaire de Mikkeli.

## Histoire
Fondé en 2005, le groupe sort une démo et trois EP dans les années qui ont suivi. C'est surtout l'EP Deviant Grace, sorti en 2010, qui permet au groupe d'attirer davantage l'attention. Le groupe a ensuite enregistré son premier album Lifebound et termine l'enregistrement en 2011. En 2012, le groupe signe un contrat avec Spinefarm Records et sort l'album Lifebound la même année. 
En 2022, le chanteur Jarkko Koukonen change officiellement son prénom en Jaredi.

## Style musical
À ses débuts, le groupe jouait du groove metal, comparable à la musique de Lamb of God. Les derniers albums sont du death metal mélodique moderne avec du synthétiseur, des parties mélancoliques et une alternance de chant guttural, screamé et chant clair.

## Discographie

### Albums studio
- 2012 : Lifebound  (22e place des charts finlandais[4])
- 2015 : Where the Oceans Burn (OneManArmy Records)
- 2017 : Heal (13e place des charts finlandais[4])
- 2019 : Godsend (41e place des charts finlandais[4])
- 2021 : Your Highness (3e place des charts finlandais[4], 43e place en Allemagne[5])
- 2023 : How’s the Heart?

### Singles
- 2019 : Waves of Black
- 2019 : The Unfinished Story
- 2021 : Drag Me the Rain
- 2021 : Veritas
- 2021 : Nightmares Are Dreams Too
- 2022 : In Lieu of Flowers
- 2023 : The Sun Still in Me
- 2023 : The End We Start From
- 2023 : How's the Heart?

### EP et démos
- 2006 : Relevant Annihilation (démo)
- 2008 : Under the Black Flag (EP)
- 2009 : Verdict (EP)
- 2010 : Deviant Grace (EP)